# Celtic (paquebot de 1872)
Pour les articles homonymes, voir Celtic.
Le Celtic est un paquebot transatlantique construit pour la White Star Line par les chantiers navals Harland & Wolff de Belfast. Dernier navire de la classe Oceanic, il devait à l'origine se nommer Arctic, mais ce nom a été rapidement modifié car il faisait écho à un naufrage meurtrier. Mis en service en 1872, le Celtic sert durant le plus gros de sa carrière sur la ligne de Liverpool à New York.
Sa carrière est marquée par de nombreux incidents, qu'il s'agisse d'abordages ou de pertes d'hélices, le plus important étant une collision avec le Britannic qui cause plusieurs morts, bien que les deux navires soient ensuite récupérés. Finalement, en 1891, le paquebot est retiré du service, ayant été remplacé par des navires plus récents.
Vendu à la danoise Thingvalla Line et renommé Amerika, il est affecté à la ligne de Copenhague à New York, mais sa grande taille l'empêche d'y être rentable. Durant les années qui suivent, il ne sert qu'épisodiquement durant les étés, avant d'être vendu en 1897 et démoli l'année suivante.

## Histoire

### Construction et mise en service

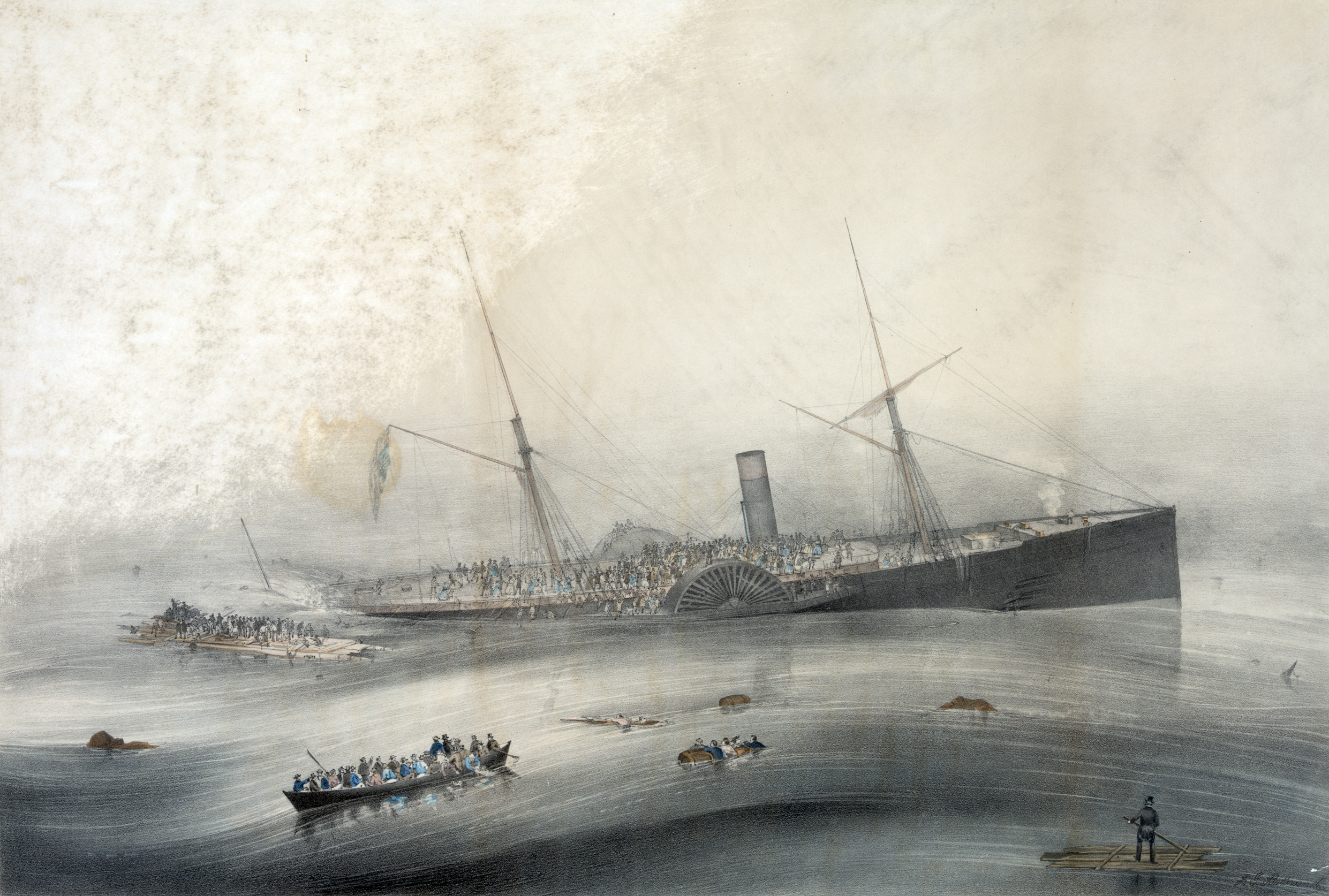
Le premier nom du Celtic, Arctic, a été abandonné car il faisait référence à un naufrage meurtrier.

Peu après avoir racheté la White Star Line à la fin des années 1860, Thomas Henry Ismay passe commande auprès des chantiers Harland & Wolff de Belfast pour six navires mis en service en 1871 et 1872 sur l'Atlantique Nord. Grâce aux liens très étroits entre les deux entreprises, aucun contrat écrit n'est signé, et les chantiers disposent d'une grande liberté pour construire des navires particulièrement somptueux et sophistiqués, les deux derniers devant être légèrement plus grand que les quatre premiers. Le premier entré en service, l'Oceanic, en mars 1871, est considéré par la presse de l'époque comme le plus luxueux navire existant, bien qu'il lui faille quelque temps pour acquérir une solide clientèle.
L'Arctic est le dernier navire de la série, conçu sur un modèle similaire au cinquième, l'Adriatic. Il est cependant encore en construction lorsque son nom est changé en Celtic. La presse s'est en effet émue que lui et un de ses prédécesseurs, le Pacific, partagent les noms de deux paquebots de la Collins Line célèbres pour leurs naufrages dans les années 1850. Le naufrage de l'Arctic (premier du nom), en 1854, avait laissé un souvenir amer en entraînant la mort de 322 personnes. Consciente de la mauvaise impression produite par ce nom, la White Star le modifie donc en Celtic. Ce nom ci se révèle bien plus positif pour la compagnie, qui le réutilise en 1901 pour un nouveau navire.
Une fois sa coque terminée, le Celtic est lancé le 8 juin 1872, après quoi le navire est terminé en cale sèche. Le navire est finalement terminé le 17 octobre. Le lendemain, alors qu'il quitte les chantiers pour être remis à sa compagnie et rejoindre Liverpool pour son voyage inaugural, le navire heurte un banc de sable dans le Belfast Lough et s'y échoue. Il en est par la suite dégagé par la marée, et peut rejoindre son port d'attache.

### Un début de carrière ponctué d'incidents

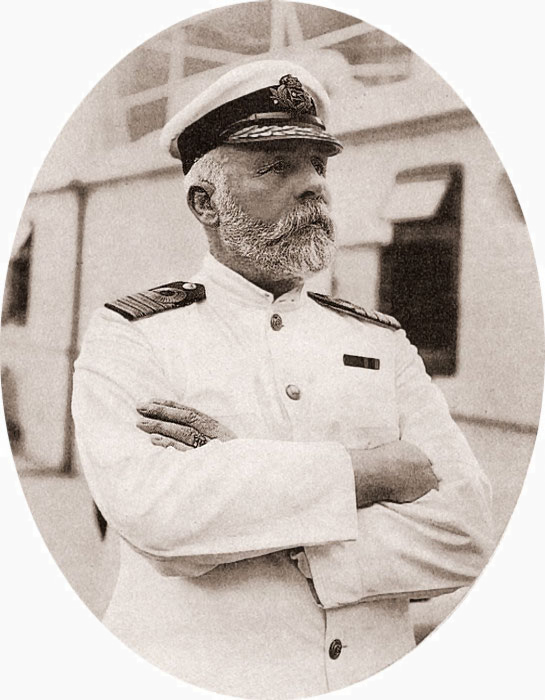
Edward Smith, futur commandant du Titanic, effectue son premier commandement sur le Celtic en 1887.

Le Celtic entame son voyage inaugural le 24 octobre 1872 entre Liverpool et New York via Queenstown, ligne qui reste ensuite la sienne durant le plus gros de sa carrière. La classe Oceanic est alors entièrement en service, et seuls cinq navires sont nécessaires pour assurer un service hebdomadaire entre les deux continents. L'arrivée annoncée du Celtic permet donc à la White Star Line d'expérimenter le Republic sur une éphémère ligne de l'Amérique du Sud. La perte de l'Atlantic en avril 1873 rend cependant aussitôt les cinq navires restants à nouveau nécessaires sur l'Atlantique Nord. Finalement, l'arrivée en 1874 et 1875 des plus modernes Britannic et Germanic entraîne le retrait de l'Oceanic. À partir de 1875 et jusqu'à la fin des années 1880, le Celtic sert donc entre Liverpool et New York aux côtés des deux nouveaux paquebots, du Baltic et de l'Adriatic, tandis que le Republic sert de navire de réserve.
Les débuts de carrière du Celtic sont ponctués de plusieurs incidents. Ainsi, le 15 janvier 1874, après avoir quitté Liverpool, le paquebot heurte des débris flottants en mer d'Irlande et y perd toutes les pales de son unique hélice. Incapable de se déplacer par ses propres moyens, il est pris en remorque par un navire plus petit, le Gaelic, et amené à Queenstown où ses passagers sont débarqués, et doivent attendre le passage du Baltic, le 23 janvier suivant, pour terminer leur traversée. Le Celtic est pour sa part remorqué jusqu'à Birkenhead pour être réparé. Les opérations sont nettement simplifiées par le fait que la White Star et Harland & Wolff se sont accordés pour utiliser des hélices dont les pales sont boulonnées, contrairement aux hélices d'un seul tenant utilisées par les entreprises concurrentes. Les pales, standardisées pour les navires de la compagnie, peuvent ainsi être interverties selon les besoins sans qu'il n'y ait besoin de changer toute l'hélice, et le Celtic peut rapidement retourner en service.
Le 9 juin suivant, alors qu'il se trouve à l'ancre dans le brouillard à l'entrée du port de New York, il est heurté par le navire côtier Matteawan qui lui perce la proue, projetant des éclats de bois sur les passagers. Il n'y a pas de blessés, mais les dégâts sont estimés à 400 livres pour le Matteawan et à 100 pour le Celtic. Cinq ans plus tard, le 31 janvier 1879, le navire se signale à nouveau par une perte de son hélice qui l'immobilise en pleine mer alors qu'il se dirige vers l'Europe. À l'époque, les navires ne peuvent communiquer entre eux que par signaux optiques, la télégraphie sans fil n'ayant pas été inventée. L'équipage est donc obligé de prévenir les navires qui croient le Celtic, jusqu'à ce que, le 7 février, l'un d'eux alerte la ville de Queenstown où le paquebot est attendu. Des remorqueurs lui sont alors envoyés, et le navire termine son voyage.
Les incidents se poursuivent encore dans les années suivantes ; ainsi, en décembre 1881, le Celtic et ses 302 passagers sont secouées durant six jours par de violents ouragans. En janvier 1884, également, le paquebot souffre à nouveau de problèmes d'hélices, une journée après son départ de New York. Après avoir parcouru une partie du chemin à la voile, il est finalement remorqué jusqu'à Liverpool par le Britannic. Au cours des années 1880, le Celtic a, à son bord, le futur capitaine du Titanic, Edward Smith : il y embarque pour la première fois en 1886 comme quatrième officier (c'est alors son premier poste sur un navire de la compagnie), puis brièvement en 1887 comme commandant (c'est son premier commandement).

### Collision avec le Britannic et fin de carrière

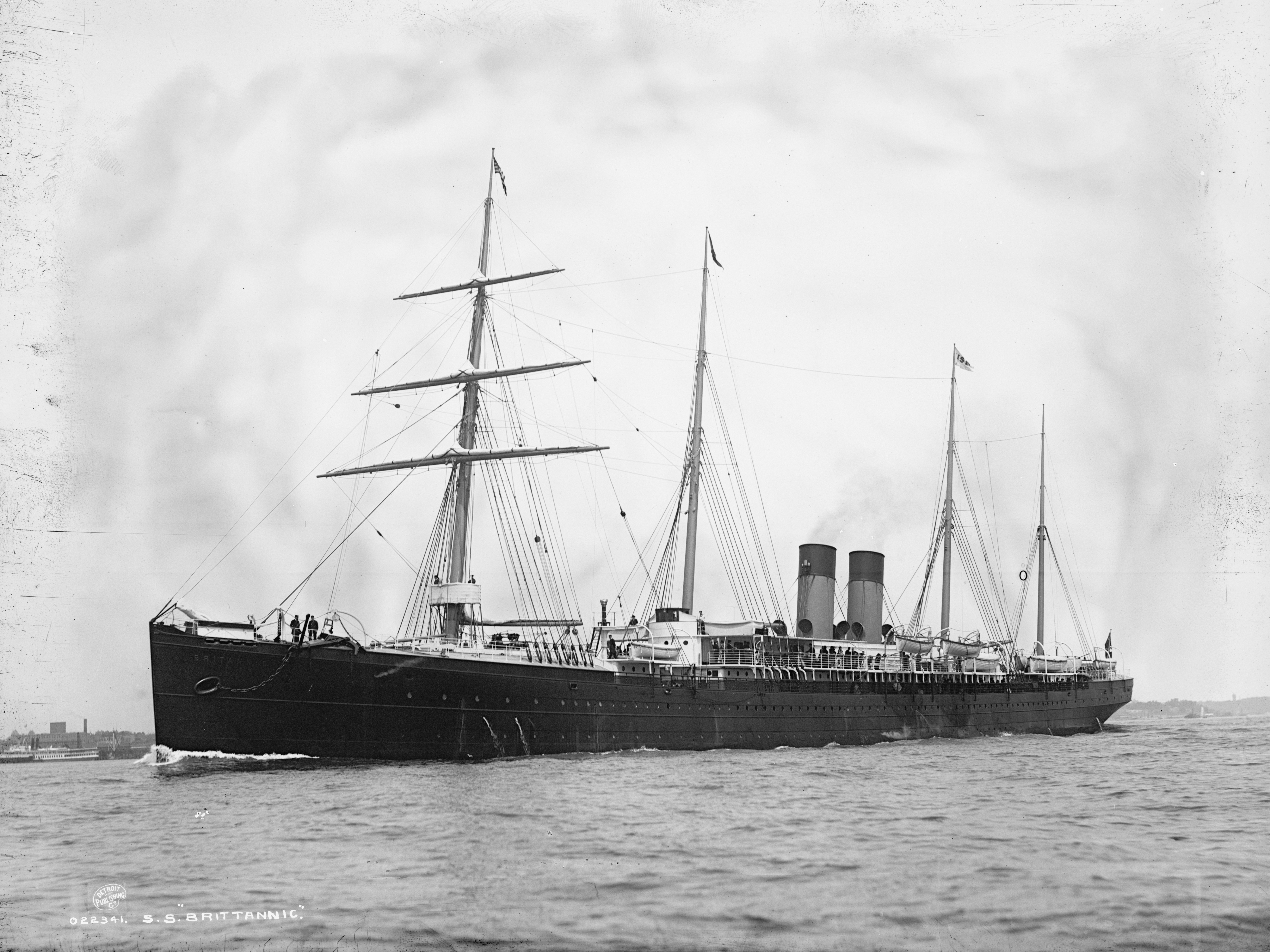
En 1887, le Celtic a heurté le Britannic dans le brouillard, causant la mort de plusieurs passagers de ce dernier.

La fin de carrière du Celtic est principalement marquée par une importante collision avec le Britannic. Le 11 mai 1887, le Celtic quitte Liverpool sous le commandement du capitaine Irvine, avec 869 passagers à son bord. Pour sa part, le Britannic quitte New York le 18 mai suivant sous le commandement du capitaine Perry, avec 476 passagers. Le lendemain en début d'après-midi, le Britannic navigue dans le brouillard à 14,5 nœuds, vitesse jugée raisonnable par son capitaine, tandis que le Celtic se déplace dans les environs à 13 nœuds. Tous deux font sonner leurs sirènes pour tenter de se repérer et de s'éviter, mais le brouillard est trop épais, et lorsqu'il apparaît que le Celtic se dirige droit sur son compagnon de route, il est trop tard. Le paquebot heurte le Britannic sur son flanc bâbord, au niveau du mât de misaine, ouvrant une brèche de quatre pieds de large qui s'étend jusque sous la ligne de flottaison.
La cale numéro 4 du Britannic est rapidement inondée, et c'est par chance que le Celtic n'a pas percé le compartiment proche, abritant les machines, ce qui aurait certainement condamné le paquebot. Trois canots de sauvetage ont par ailleurs été détruits dans la collision. On dénombre également quatre morts dans l'entrepont, et neuf blessés, à cause du choc. Finalement, les passagers du Britannic sont transférés sur le Celtic, mais les deux navires parviennent à New York sans encombre. Durant le mois de juin, une enquête condamne les deux capitaines pour avoir navigué à une vitesse excessive en plein brouillard, et conseille la mise en place d'itinéraires distincts pour les navires quittant New York et ceux qui s'y dirigent.
Durant les réparations qui suivent, le Celtic est équipé d'une deuxième classe pour s'adapter à l'évolution de la clientèle, après quoi il reprend durant quelques années un service sans histoires. Le 4 février 1891, après l'entrée en service du Teutonic et du Majestic, le Celtic, devenu inutile, effectue sa dernière traversée transatlantique pour la White Star Line. Il est ensuite mis au repos à Birkenhead. Deux ans plus tard, le 6 avril 1893, le paquebot est vendu à la compagnie danoise Thingvalla Line qui le renomme Amerika et lui fait effectuer son premier voyage sur la ligne Copenhague - New York via Christiania et Kristiansand le 27 mai suivant.
Dernier navire acquis par la Thingvalla Line avant son absorption par la DFDS en 1898, l'Amerika se révèle beaucoup trop gros pour la ligne et ne rencontre pas le succès attendu. Il ne fait donc que huit voyages sous pavillon danois, durant les étés, au pic de la saison, effectuant son dernier départ le 7 septembre 1897. Vendu à des démolisseurs l'année suivante, il est démantelé à Brest.

## Caractéristiques

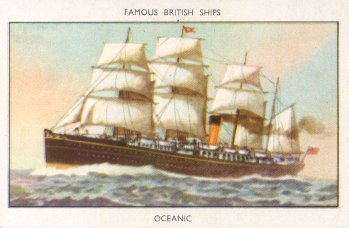
La silhouette du Celtic reprend celle de l'Oceanic, premier navire de sa classe.

Les six navires de classe Oceanic se distinguent par leur forme allongée, d'un ratio de 10 pour 1, qui se distingue de l'habituel 8 pour 1 utilisé à l'époque. La chose est encore plus tranchée dans le cas du Celtic et de son jumeau, l'Adriatic, qui mesurent près de dix mètres de plus que leurs quatre prédécesseurs. Tous deux ont en effet une longueur hors tout de 137,7 mètres, pour 12,45 mètres de large et 9,4 de tirant d'eau. Le tonnage du Celtic, de 3 867, est légèrement inférieur à celui de son jumeau. Propulsé par une hélice alimentée par deux machines alternatives à deux cylindres (compound) d'une puissance de 3 500 ihp, le Celtic dispose également de quatre mâts pourvus de voiles et peut naviguer à 14 nœuds en moyenne. Il arbore la même silhouette que ses jumeaux avec quatre grands mâts entourant une cheminée plus petite, aux couleurs de la compagnie (ocre brun surmonté d'une manchette noire.
Comme ses jumeaux, le Celtic peut transporter 166 passagers de première classe et mille en entrepont, certaines sources mentionnant cependant des chiffres plus réduits pour lui et son jumeau (50 de première et 800 d'entrepont). Les installations sont particulièrement somptueuses pour l'époque, et ont valu à l'Oceanic le surnom de « yacht impérial » : les passagers de première classe y disposent de baignoires communes, de sièges séparés dans la salle à manger (là où les autres navires ne proposaient que des bancs), et de ponts promenades. Les cabines sont également plus spacieuse et mieux éclairées, et des robinets alimentés à l'eau courante remplacent les habituelles cruches.
L'Adriatic et le Celtic se distinguent de leurs prédécesseurs par une nouveauté : les constructeurs ont tenté de remplacer l'éclairage à la bougie, salissant et peu sûr, par de lampes à gaz. Cependant, l'expérience est rapidement abandonnée, les tuyaux souffrant trop souvent de fuites causées par les vibrations du navire.